# Japans herrjuniorlandslag i ishockey
Japans herrjuniorlandslag i ishockey representerar Japan i ishockey för herrjuniorer. Laget spelade sin första landskamp den 16 mars 1982 i Heerenveen under juniorvärldsmästerskapets B-grupp, och förlorade då med 2-4 mot  Norge.

### Fotnoter
1. ↑  ”Championnat du monde 1982 des moins de 20 ans”. Hockeyarvhives. 1981-1982. http://www.passionhockey.com/hockeyarchives/U-20_1982.htm. Läst 15 december 2013.